# Познанин, Пётр Львович
Пётр Львович Познанин (21 августа 1881, с. Державино, Самарская губерния — 9 ноября 1943, Винница) — российский, советский врач, патологоанатом; доктор медицинских наук, профессор (1927).

## Биография
В 1905 году окончил медицинский факультет Московского университета; работал земским врачом в Алексино. С 1911 года — в Москве, занимался научной работой под руководством профессора М. Н. Никифорова.
С сентября 1926 по декабрь 1930 года заведовал кафедрой патологической анатомии Смоленского медицинского института; в 1929 году добился открытия при кафедре аспирантуры.
В 1931—1941 годах — профессор кафедры патологической физиологии 2-го Московского медицинского института.

### Семья
Отец — Лев Петрович Поздюнин; мать — Надежда Васильевна Поздюнина.
Брат — Валентин (27.11.1883, Бузулук — 23.5.1948, Москва) — кораблестроитель, гидромеханик.
Жена — Екатерина Митрофанова (1885—1945).
Сын — Лев (1914—1989), орнитолог.

## Научная деятельность
Основные направления исследований:
- материальный субстрат и морфогенез эпителиальных и мезенхимальных опухолей;
- патология эндокринных желез.

В 1927/28 учебном году написал лекции по общей и частной патологической анатомии, которые были отпечатаны на гектографе в количестве 200 экземпляров.
В 1927—1930 годы (на двадцать лет раньше и независимо от R.Willis и L.Foulds) высказал и подтвердил практически положение, что рак является циклическим (стадийным) процессом.
В 1930 г. Петр Львович Познанин в свой работе «Проблема развития и роста рака с морфологической стороны» писал, что «… в основе развития и роста плоскоклеточных раков лежит одна причина — корреляция эпителия и соединительной ткани, и раковое заболевание нужно считать поэтому циклическим процессом. Действительно, мы имеем с морфологической стороны в самом росте рака чередование троякого рода изменений: сначала фаза васкуляризации эпителия, затем фаза пролиферации его клеток и, наконец, фаза дифференцировки его клеток. За последней стадией роста и развития рака следует первая — васкуляризация, и опять сначала». Современные данные подтверждают правильность этого наблюдения.
С началом Великой Отечественной войны вместе с семьей оказался на оккупированных территориях. Участвовал в эксгумации репрессированных НКВД во время Винницкой трагедии. Занимался научными изысканиями, в том числе аутоэкспериментами - прививал себе клетки раковых опухолей, от чего и скончался в Виннице 9 ноября 1943 г.
Автор 8 научных работ, в том числе монографии:
- Познанин П. Л. Периодическая система эндокринных органов : (Основы корреляции). — Смоленск : Смоленск. гос. ун-т, 1929. — 68 с.

## Адреса
В Москве — Трубниковский переулок, д. 26, кв. 39.